# Roza Otunbajewa

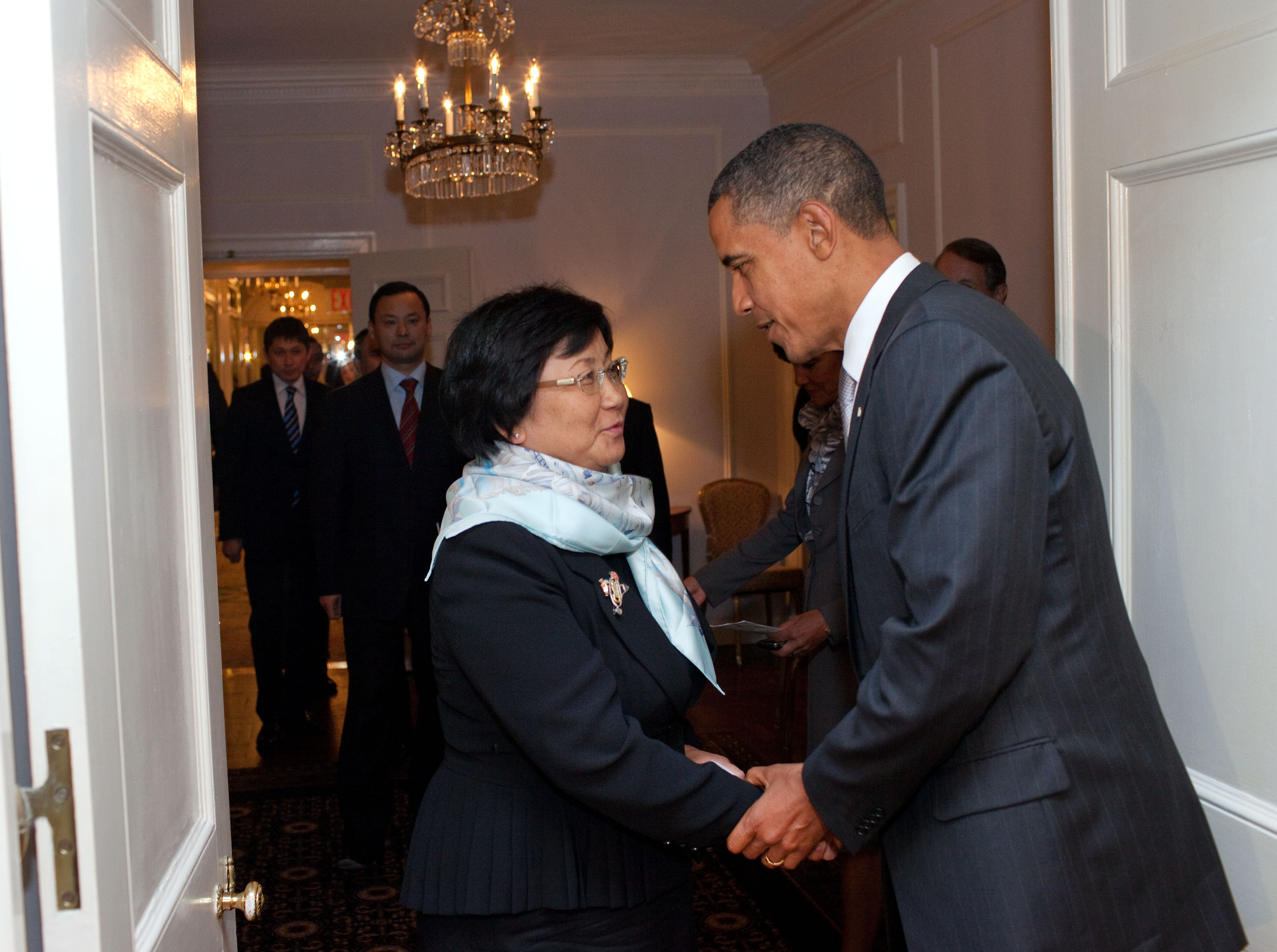
Roza Otunbajewa i Barack Obama, 24 września 2010

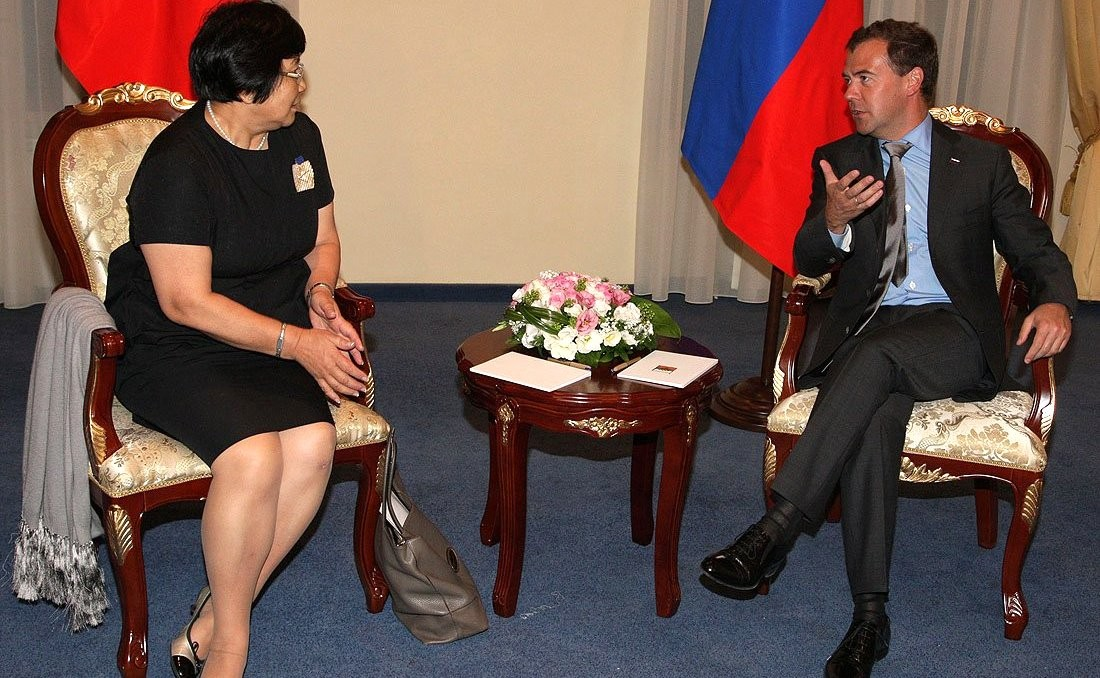
Roza Otunbajewa i Dmitrij Miedwiediew, 20 sierpnia 2010

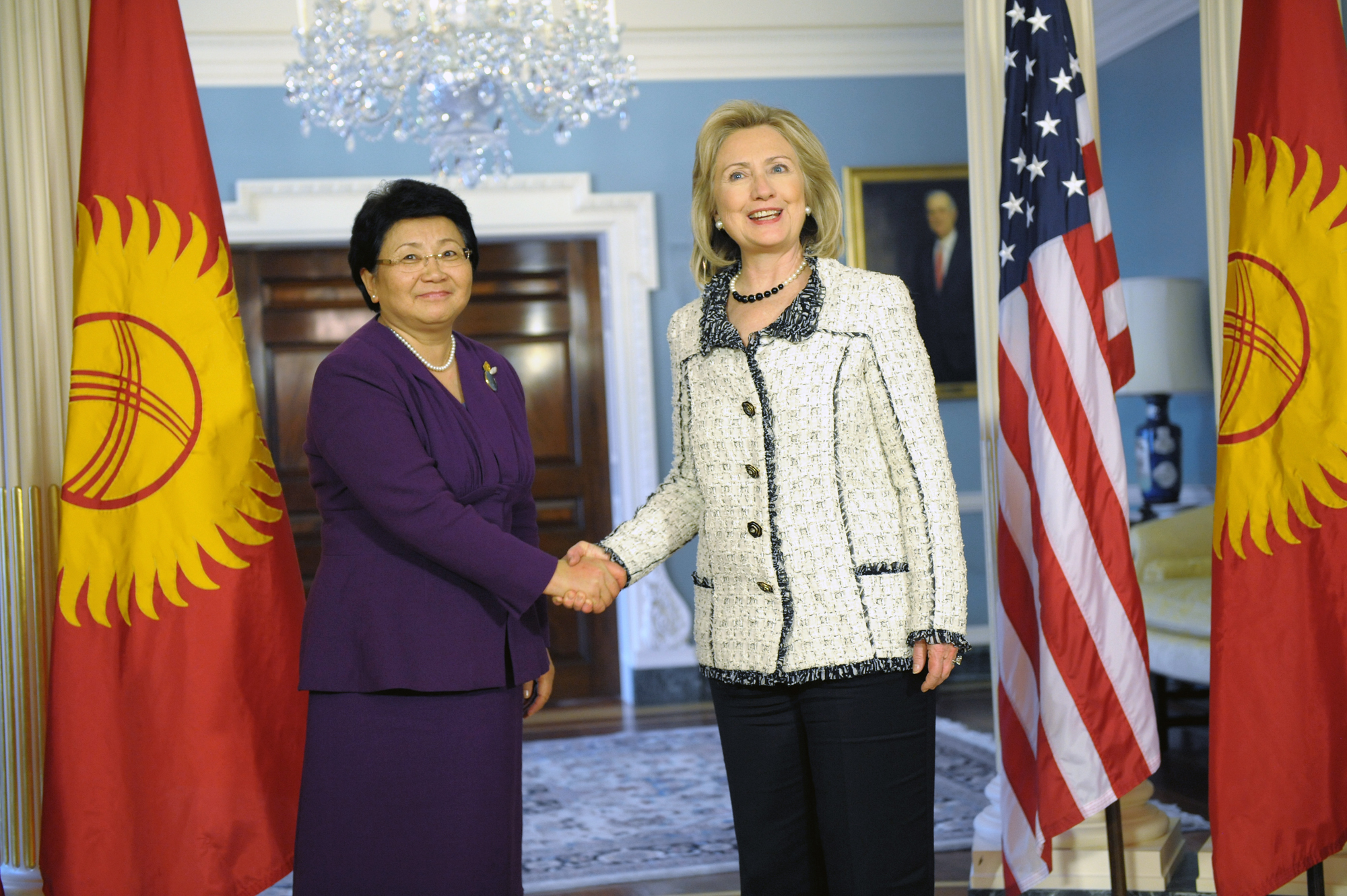
Roza Otunbajewa i Hillary Clinton, 8 marca 2011

Roza Isakowna Otunbajewa (kirg. Роза Исаковна Отунбаева, ur. 23 sierpnia 1950 w Oszu) – kirgiska polityk i dyplomatka, wieloletnia ambasador, minister spraw zagranicznych (luty – maj 1992, kwiecień 1994 – czerwiec 1997, marzec – sierpień 2005). Jedna z liderów tulipanowej rewolucji, a następnie działaczka opozycji i przywódczyni rewolucji w 2010 roku. Od 7 kwietnia do 17 grudnia 2010 premier Kirgistanu, od 15 kwietnia 2010 do 1 grudnia 2011 prezydent Kirgistanu.

## Życiorys
Roza Otunbajewa urodziła się w 1950 w mieście Osz. W 1972 ukończyła filozofię na Uniwersytecie Moskiewskim, a następnie przez sześć lat była profesorem i szefem Wydziału Filozofii na Kirgiskim Uniwersytecie Narodowym.
W latach 80. XX w. rozpoczęła karierę polityczną. W 1981 została drugim sekretarzem KPZR w radzie regionalnej Frunze (ob. Biszkek). Następnie zajmowała stanowisko szefa delegacji ZSRR przy UNESCO w Paryżu (1989–1991) oraz ambasadora ZSRR w Malezji. Po uzyskaniu przez Kirgistan niepodległości, od lutego do maja 1992 pełniła funkcję ministra spraw zagranicznych i wicepremiera w czasie rządów prezydenta Askara Akajewa. Jeszcze w tym samym roku objęła stanowisko ambasadora Kirgistanu w Stanach Zjednoczonych i Kanadzie (1992–1994). Od kwietnia 1994 do czerwca 1997 ponownie była ministrem spraw zagranicznych. Od 1998 do 2001 zajmowała stanowisko ambasadora w Wielkiej Brytanii. W latach 2002–2004 była zastępcą szefa specjalnej misji ONZ w Gruzji.
Po przyjeździe do ojczyzny we wrześniu 2004 powróciła do działalności politycznej. W grudniu 2004 była jednym z założycieli partii Ata-Dżurt (Ojczyzna) przed planowanymi na luty 2005 wyborami parlamentarnymi. Do wyborów nie została jednak dopuszczona z powodu niespełnienia prawnego wymogu 5-letniego domicylu.
Wzięła aktywny udział w tulipanowej rewolucji w marcu 2005, w wyniku której obalony został prezydent Akajew. W nowym tymczasowym rządzie premiera i p.o. prezydenta Kurmanbeka Bakijewa objęła funkcję ministra spraw zagranicznych. W sierpniu 2005 parlament nie zatwierdził jej kandydatury na stanowisku szefa dyplomacji w nowym rządzie premiera Feliksa Kułowa.
W późniejszym czasie zdystansowała się od polityki Bakijewa i przeszła w szeregi opozycji. W wyborach parlamentarnych w Kirgistanie w grudniu 2007 dostała się do Rady Najwyższej z ramienia opozycyjnej Socjaldemokratycznej Partii Kirgistanu, zostając jedną z liderek opozycji.

## Prezydent Kirgistanu
7 kwietnia 2010 w czasie antyrządowej rewolucji w Kirgistanie została ogłoszona przez opozycję nowym szefem rządu tymczasowego, który celem miało być opracowanie nowej konstytucji i zorganizowanie demokratycznych wyborów w ciągu 6 miesięcy. Rząd ogłosił rozwiązanie parlamentu i przejęcie obowiązków prezydenta. Rząd premiera Danijara Usenowa tego samego dnia podał się dymisji. Obalony prezydent Bakijew uciekł ze stolicy na południe kraju, odmówił jednak rezygnacji z urzędu. W kolejnych dniach próbował mobilizować swoich zwolenników z południa kraju. Jednak pod wpływem nacisków ze strony OBWE, USA i Rosji oraz zapowiedzi rządu tymczasowego o rozpoczęciu akcji policyjnej skierowanej przeciw niemu, 15 kwietnia 2010 odleciał do sąsiedniego Kazachstanu. Tego samego dnia przesłał do kazachskiej ambasady w Biszkeku oficjalne pismo informujące o rezygnacji ze stanowiska szefa państwa.
19 maja 2010 rząd tymczasowy w wydanym dekrecie ogłosił Rozę Otunbajewę pełnoprawnym prezydentem Kirgistanu i przedłużył jej mandat do końca 2011. Decyzja ta miała zostać potwierdzona przez obywateli w referendum konstytucyjnym 27 czerwca 2010. W referendum tym ponad 90% głosujących zatwierdziło projekt nowej konstytucji, ograniczającej uprawnienia prezydenta i wprowadzającej parlamentarny system rządów oraz poparło wydłużenie mandatu Otunbajewy. 3 lipca 2010 została uroczyście zaprzysiężona na stanowisku prezydenta Kirgistanu. Zgodnie z prawem nie mogła ubiegać się ponownie o ten urząd w wyborach prezydenckich planowanych przed końcem 2011.
Wybory prezydenckie przeprowadzone zostały 30 października 2011. Zwyciężył w nich premier Ałmazbek Atambajew, który został zaprzysiężony na stanowisku 1 grudnia 2011.
Roza Otunbajewa była pierwszą i jak dotąd jedyną kobietą piastująca urząd premiera oraz urząd prezydenta w Azji Środkowej. Za rolę jaką odegrała w procesie transformacji ustrojowej Kirgistanu odebrała wiele międzynarodowych nagród jak np. International Women of Courage Award (2011) i Global Women’s Leadership Award (2012). Roza Otunbajewa jest zamężna, na dwoje dzieci. Mówi płynnie w języku angielskim i rosyjskim.